# NGC 6922
NGC 6922 é uma galáxia espiral (Sc) localizada na direcção da constelação de Aquila. Possui uma declinação de -02° 11' 30" e uma ascensão recta de 20 horas, 29 minutos e 52,8 segundos.
A galáxia NGC 6922 foi descoberta em 24 de Julho de 1863 por Albert Marth.